# Патриша Корнвел
Патриша Корнвел (енгл. Patricia Carroll Daniels; Мајами, 9. јун 1956) је америчка списатељица која се бави писањем криминалистичких романа. Широко је позната по својој серији романа у којима прати главну јунакињу др. Кеј Скарпету (енгл. Dr. Kay Scarpetta), која је медицински истражитељ. Њене књиге су продате у више од 100 милиона примерака.

## Детињство
Потомак аболиционизма и списатељица Херијет Бичер Стоу, Корнвел је рођена у Мајами, Флорида. Њен отац је био један од водећих жалбених адвоката у Сједињеним Америчким Државама и служио је као адвокатски приправник у врховном суду правде Хјуго Блек. Корнвел је касније своју мотивацију повезала са малтретирањем које је доживела од стране свога оца, који је напустио породицу на Божић 1961. године. Она је рекла:"Он је био на самртној постељи. Знали смо да је ово последњи пут да га видимо, зграбио је мог брата за руку и рекао "Волим те", али ме никада није ни додирнуо." Све што је он урадио је да је написао 'Како је на послу?'".
1961. године, породица Корнвел се преселила у Монтриту, Северна Каролина, где је њена мајка била смештена у болници због депресије. Корнвел и њена браћа, Џим и Џон, су били смештени у хранитељским породицама. Корнвел је похађала Кингс колеџ у Бристолу, Тенеси, пре преласка на колеџ Дејвидсон, где је дипломирала Б.А. на енглеском.

## Каријера
1979. године, Корнвел је почела да ради као репортер за новине Шарлот Обсервер и убрзо је почела да прикрива злочин. Њена прича о породичној пријатељици, Рут Бел Грахам, Време за памћенје (преименована Рут, портрет: Прича о Рут Бел Грахам у наредним издањима), објавњена је 1983. Године 1984. је прихватила посао патолога, у Вирџинији. Тамо је радила шест година, прво као технички писац, а затим као компјутерски аналитичар. Она је такође добровољно радила у полицији. Корнвел је написала три романа, која су одбијена пре обајвљивања 1990, први роман њене Скарпета серије се зове Постмортем.

### Кеј Скарпета
Скарпетини романи имају доста детаља о форензици. Почеци мистерије садрже форензичке истраге леша које су жртве убиства. Скарпета ради на више поља у истрагама него што је то у стварном животу, суочава се и са испитаницима. Врхунац у њеним романима су акционе сцене у којима се Скарпета и њени сарадници суочени са убицом или обично са закључно са смрћу убице. Сматра се да су њени романи утицали на развој популарних ТВ серија о форензичарима ЦСИ: Место злочина-Лас Вегас и документарних филмова као што је стварни ријалити шоу Застарели случајеви.
Друге значајне теме у Скарпета романима обухватају здравље, индивидуалну безбедност и сигурност, храну, породицу... Често, сукоби и тајне манипулације Скарпетиних колега и особља су укључени у причу, да би прича била замршенија и сложенија. Сцене из романа одвијају у различитим локацијама широм САД, али најчешће у граду Ричмонду у Вирџинији.
Постоје два стила у њеним романима. Полазећи од романа Последња полицијска станица (2000), где мења стил писања из прошлог времена у садашње. У роману Мува (2003) постоје промене писања из првог лица у трећем лицу који је свезнајући приповедач. Постоје и романи у којима су догађаји испирчани из угла убице. Пре романа Мува, догађаји у роману су могли да се виде само кроз Скарпетине очи, а остала гледишта се појављују само када Скарпета чита писма.
Корнвел је у роману Лука Мортуари (2000) користила стил уназад до перспективе првог лица.

### Енди Бразил/Џуди Хамер серије
Поред Скарпета романа, Корнвел је написала три псеудо-полицијска романа која се свсртавају у научну фантастику, као што су Полицајац Енди Бразил/Управник Џуди Хамер, који су смештени у Северној Каролини, Вирџинија и у центру Атлантске обале. Поред старија жена/млађи мушкарац, романи садрже непријатне делове о форензичарским анализама.

### Џек Трбосек
Корнвел је самофинансирала потрагу за доказима да би доказала своју теорију да је сликар Волтер Сикерт у ствари Џек Трбосек. Она је написала Портрет убице-Џека Трбосека: Затворен случај, који је објављен 2002. године са много контроверзе, нарочито у оквиру британске уметности. Cornwell denied being obsessed with Jack the Ripper in full-page ads in two British newspapers and has said the case was "far from closed". In 2001, Cornwell was criticized for allegedly destroying one of Sickert's paintings in pursuit of the Ripper's identity. Корнвел је негирала да је опседнута Џеком Трбосеком, али је у два британска листа изашао наслов који каже како је случај "далеко од затвореног". 2001. године, Корнвел је критикована због наводног уништавања једног од Сикертових портрета у потрази за Трбосековим идентитетом. Она је веровала да је познати сликар одговоран за низ убистава и купила је преко тридесет његових слика и тврдила да су они углавном личили на Трбосека. Корнвел је такође тврдила да је писмо које је написано од стране убице имало исти водени жиг као што је жиг познатог сликара Волтера Сикерта. Међутим стручњаци су напоменули да је било стотине писама које су писали различити аутори лажно тврдећи да су убице и водени жиг који је био коришћен је био бренд који је био широко доступан. Ripper experts noted, however, that there were hundreds of letters from different authors falsely claiming to be the killer, and the watermark in question was on a brand of stationery that was widely available.

### ТВ наступ
Она се кратко појавила у серији Злочиначки умови у епизоди "Прави геније", глумећи себе.

## Правна питања
10. јанурара 1993. године, Корнвел је имала саобраћајку под утицајем алкохола. Осуђена је за вожњу у пијаном стању и добила казну од 28 дана у центру за лечење.

### Случај Лесли Сакс
Лесли Сакс, аутор Вирџинија дух убиства (1988), је тврдио да има сличности између њеног романа и Корнвелиног романа Последња полицијска станица. 2000. године он је послао писмо КОрнвелиним издавачима и ставио налепнице н апримарцима свог романа тврдећи да је Корнвел направила плагијат. Окружни суд за Источну Вирџинију је рекао да за његове тврдње не може наћи основа.
У 2007. години током њеног тужења са Саксом, Корнвел је изјавила да ју је Сакс оптужио у онлајн књигама "Јеврејин мрзи" и "Нео-нацизам", да је подмитио судије и да је починила заверу да га убију. Био је под истрагом америчких власти. Суд је оптужио Сакса за изношење лажне оптужбе против Корнвел и доделио јој је 37 780 долара на име одштете за покривање трошкова за одбарну од Сакса.

### Компанија Анчин, Блок и Анчин
2004. године, Корнвел је додељено да управља финансијским питањима за Њујорк, која су базирана на компанији Анчин, Блок и Анчин, којим управља Еван Снапер. Присато је да плати компанији основну стопу од 40 000 долара месечно. Њен адвокат је касније тврдио да је Снапер ангажовао Корнвел како би себе изоловао од свог новца због свог менталног здравља и како би искористио њену везу са компанијом која је трајала четири и по година.
Корнвел је напустила компанију јула 2009. године, након окривања да нето вредност ње и њене компаније износи 10 милиона долара годишње током протеклих четири година, што је било нешто мање од тринаест милиона долара нето прихода годишње. Након што је Корнвел поднела оптужбу, Снапер се изјаснио кривим за кршење прописа финансирања кампање. Судски случај отворен јануара 2013. године са Корнвелином тужбом компаније за суму од 100 милиона долара. референце 19. фебруара, Бостонска порота јој је доделила 50,9 милиона долара (33,4 милиона фунти).

## Лични живот
Године 1980, убзо након што је дипломирала на Дејвидсон колеџу у Северна Каролина Северној Каролини, она се удала за свог професора Енглеског језика, Чарлија Л. Корнвела, који је био седамнаест година старији од ње. Професор Корнвел је касније напустио свој посао професора да би постао свештеник. 1989. године су се развели, али је Патриша задржаала презиме након развода.
Од 1991. до 1992. године, Корнвел је имао аферу са Маргом Бенет, удатим ФБИ агентом, након што је упознао на ФБИ академији у Квонтико (Вирџинија) Квонтику, Вирџинија, где је радио истраживање за њене Скарпетине романе. 1996. године, афера је откривена, након што је муж Марго Бенет, ФБИ агент Џин Бенет, ухапшен, а касније и осуђен због покушаја убиства своје супруге и отмицу Чарлија Корнвела.
2005. године, Корнвел се оженила са Стејси Ен Грубер, иструкторку психијатрије на Универзитет Харвард универзитету Харвард. Међутим она није хтела да открије вест о браку до 2007. године. Корнвел је након што је напунила 50 година, проговорила је о томе како јој је Били Џин Кинг помогла да превазиђе проблем да прича јавно о својој сексуалности. Она живи са Грубер у Масачусетсу.
Од детињства, Корнвел је била пријатељ са породицом Евангелизам еванђелиста, Били Грахам и његова супруга Рут Бел. Корнвел је писала овлашћену биографију Рут Бел Грахам. Корнвел је такође пријатељ бившег председника Џорџ Х. В. Буша, кога називају "Велики Џорџ". Она проводи понеколико недеља у Кенебанкпорт (Мејн) Кенебанкпорту.

### Здравстевни проблеми
Корнвел је у прошлости патила од анорексије, нервозе и депресије, која је почела у касним тинејџерским годинама. Она је отворено причала о својој борби са биполарним поремећајем, али 2015. године је рекла да јој је дијагностикована.

### Политички ставови
Од 1998. Корнвел је донирала најмање 130 000 долара за Републиканске странке и дала је додатни индивидуални допринос Републичком америчком сенату кандидата, као што су Џорџ Ален, Џон Варнер и Orrin Hatch Орин Хач. Она је повремено подржавала конкретно демократске каднидате, као што су на пример, Хилари Клинтон, Никола Цонгас, Џарлс Роб и Mark Warner Марк Варнер.
Корнвел је негативно говорила о председништву Џорџ Буша, рекавши:"Ја сам била подршка младих Џорџа Буша, зато што сам волела његову породицу. Мислила сам да че он бити још један Велики Џорџ. Човече, да ли икада грешим. То није демократија, то је као теократија, а то нису принципи на којима је ова земња онсована."

### Дбротворне организације
Корнвел је имала неколико запажених добротворних донација, укључујући и финансирање Вирџина института, за судску медицину и медицину, финансирање стипендија на универзитету у Тенесију за националну судску медицину и програм за креативно писање на Дејвидсон колеџу (Чији је резултат Патриша Корнвел стипендирање за креативно писање, за једног или двоје бруцоша), и донирала је своју колекцију Валтер Сикерт слика на универзитету Харвард. Као члан Харварда, она је адвокат за за психијатријска истраживања. Она је такође дала донацију од милион долара на Џон Џеј криминалистичком колеџу и Харврадском музеју уметности.

## Романи

### Белетристика
Серија "Кеј Скарпета":
1. Постмортем (1990)
2. Тело као доказ (1991)
3. Све што остаје (1992)
4. Окрутно и необично (1993)
5. Фарама лешева (1994)
6. Грнчарево поље (1995)
7. Узрок смрти (1996)
8. Неприродно излагање (1997)
9. Тачка настанка (1998)
10. Црна обавијест (1999)
11. Последња полицијска станица (2000)
12. Мува (2003)
13. Траг (2004)
14. Предатор (2005)
15. Књига мртвих (2007)
16. Скарпета (2008)
17. Скарпета фактор (2009)
18. Лука Фунерал (2010)
19. Црвена иѕмаглица (2011)
20. Кревет од костију (2012)
21. Прашина  (2013)
22. Крв и месо (2014)
23. Лишен срца (2015)

Енди Бразил/Џуди Хамер серије:
1. Хорнетово гнездо (1996)
2. Јужни крст (1999)
3. Острво паса (2001)

У ризику/Вин Гарано серије:
1. У ризику (2006)
2. Предњи (2008)

Дечије књиге:
- Живот је мала бајка (1999)

### Публицистика
- Време за памћење (1983)
- Рут, портрет: Прича о Рут Бел Грахам (1997). Биографија Рут Бел Грахам
- Скарпетина зимска табла (1998)
- Храна за смрт: Тајне из Кеј Скарпетине кухиње (2002)
- Портрет убице:Џек Трбосек-Затворен случај (2002)

## Награде
- ЕЦПА (Јевађелско хришћанско издавачко удружење) Златна медаља-Награда за биографске/аутобиографксе књиге за Неко време за памћење (1985)[24]
- Едгар награда,[25] Џон Кресеј меморијална награда, Ентони награда[26] и Макавити награда;[27] за Постмортем (1991) (Корнвел је једини аутор који је примио ове награде у једној години).
- Златни бодеж за Окрутно и необично (1993)[28]
- Шерлокова награда за најбољег детектива за лик Кеј Скарпету[29]
- Британска награда за трилер године за Књигу мртвих (2008) (Корнвел је први амерички аутор који је примио ову награду).
- ППА међународна награда за трилер 2011. за Црвена измаглица (Шпанија, 125 000€)[30]